# Comuna Novakî, Lubnî
Novakî (în ucraineană Новаки) este o comună în raionul Lubnî, regiunea Poltava, Ucraina, formată din satele Novakî (reședința) și Pîșne.

## Demografie
Componența lingvistică a comunei Novakî
     Ucraineană (97,26%)
     Rusă (2,32%)
     Alte limbi (0,25%)
Conform recensământului din 2001, majoritatea populației comunei Novakî era vorbitoare de ucraineană (97,26%), existând în minoritate și vorbitori de rusă (2,32%).